# مدينة لوثرية

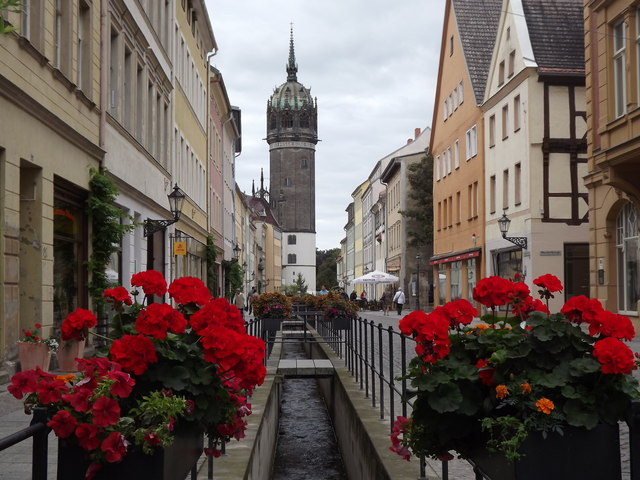

المدن اللوثرية (بالألمانية: Lutherstädte) هو مصطلح يطلق منذ عام 1993 علي المدن التي عاش بها الراهب الألماني مارتن لوثر.

## قائمة بالمدن اللوثرية
- آوغسبورغ
- كوبورغ
- أيسلبن
- إرفورت
- هاله (سكسونيا-أنهالت)
- أيسناخ
- ماغديبورغ
- هايدلبرغ
- ماربورغ
- نوردهوزن
- اشمالکالدن
- شباير
- توركاو
- فيتنبرغ
- فورمس
- تسايتز